# Hristo Kjučukov
Hristo Slavov Kjučukov, noto anche come Hristo Kyuchukov o Hristo Kütchukov (in bulgaro Христо Славов Кючуков?; Provadia, 19 luglio 1962), è un linguista e pedagogista bulgaro di origine rom musulmana, attivo in Germania.
È il principale specialista nel campo della Lingua romaní e dell'educazione dei bambini rom in Europa.

## Biografia
Kyuchukov ha conseguito un dottorato di ricerca in linguistica generale (psicolinguistica) presso l'Università di Amsterdam, Paesi Bassi (1995); e Ph.D. e Dr.Sc. in Education (1998 e 2002) dalla Bulgaria. La sua abilitazione è nel campo dell'educazione in Bulgaria, e detiene il titolo accademico di "Professore di linguistica generale" (Psicolinguistica) con particolare attenzione alle lingue romanì e turche presso l'Università Matej Bel di Banská Bystrica, in Slovacchia.

## Ricerca
I suoi interessi di ricerca riguardano il bilinguismo, l'educazione dei bambini rom e turchi in Europa, l'acquisizione delle lingue, la psicolinguistica e la sociolinguistica, le lingue a contatto, l'olocausto dei rom (Porrajmos) e l'antiziganismo in Europa. Le sue ricerche linguistiche riguardano le lingue romanì, turche, balcaniche, tatare e gagauze in Bulgaria, così come il bulgaro, slovacco, russo e tedesco. Per le sue ricerche ha ricevuto borse di studio dall'Istituto svedese - Stoccolma, Università di Amsterdam, Fondazione Pro Helvetia - Svizzera, Fondazione Soros - New York, dalla Commissione Fulbright  bulgara e dal governo slovacco.

## Linguistica romanì
Kyuchukov ha introdotto l'educazione alla Lingua romaní in Bulgaria per i bambini delle scuole primarie e secondarie all'inizio degli anni '90, e ha anche introdotto nuovi programmi universitari collegati all'istruzione delle lingue romanì a livello universitario: in Bulgaria (Università di Veliko Tarnovo, 2003-2010), in Slovacchia (Costantino Filosofo University di Nitra, 2008-2012) e St. Elizabeth University di Bratislava (2012-2015).
Nel 2006 ha ricevuto una borsa di studio Fulbright e ha lavorato presso il Laboratory of Psycholinguistics, presso lo Smith College, in Massachusetts, insieme allo psicolinguista americano Jill de Villiers, sviluppando i primi Theory of Mind Tests in lingua romanì. Tra il 2006 e il 2015 insieme a Jill de Villiers ha sviluppato anche i primi test psicolinguistici per la valutazione della lingua romanìe ha organizzato la prima ricerca internazionale con bambini rom in lingua romanì, in molti paesi europei.
Dal 2010 collabora con il Prof. Dr. William New, Beloit College, Wisconsin, facendo ricerche su questioni educative dei bambini rom in Europa.

## Linguistica turca
Nel campo della linguistica turca, Kyuchukov ha molti progetti di ricerca e pubblicazioni sul turco balcanizzato, parlato da rom turchi e musulmani in Bulgaria e in altri paesi dei Balcani.
Nel 1992 è stato coinvolto nel primo esperimento nazionale che introduce la lingua turca come lingua madre nelle scuole bulgare, organizzato dal Ministero della Pubblica Istruzione bulgaro ed è autore dei primi libri di testo sperimentali in lingua turca in Bulgaria.
È uno dei pochi esperti al mondo che lavora attivamente sull'acquisizione della lingua turca balcanizzata da parte dei bambini turchi e rom musulmani in Bulgaria.
Nel 2011, Hristo Kyuchukov ha introdotto una nuova materia nel programma di master dell'Istituto di studi turchi presso la Libera Università di Berlino, Germania: "Dialetti turchi di rom musulmani provenienti dai paesi dei Balcani" e "Sociolinguistica turca dei Balcani".

## Università e istituti di ricerca
Negli ultimi 30 anni Kyuchukov ha lavorato in diverse università e istituti di ricerca europei e americani: l'Università di Šumen e l'Università di Veliko Tarnovo in Bulgaria; la Costantino Filosofo University di Nitra e St. Elizabeth University di Bratislava, in Slovacchia. È stato professore ospite in diverse università europee e americane: Università di San Francisco, California, USA; Beloit College, WI, USA; Smith College, MA, USA; Università pedagogica statale di Mosca in Russia; Accademia delle scienze russa; l'Istituto di studi turchi alla Libera Università di Berlino e la Magdeburg-Stendal University of Applied Sciences in Germania; Università della Slesia a Katowice, Polonia; L'Istituto di ricerca di psicologia infantile e patopsicologia, Bratislava, Slovacchia.
Dal 2017 è nominato professore universitario presso l'Università della Slesia a Katowice, in Polonia, dove insegna, psicologia sociale, linguistica applicata, metodi educativi per gli studenti dell'Istituto di istruzione.
Nel 2013, per il suo straordinario lavoro nel campo dell'educazione ai rom e della ricerca psicolinguistica con i bambini rom in Europa, Kyuchukov ha ricevuto il titolo di "Membro corrispondente" e nel 2014 il titolo di "Accademico" dell'Accademia Internazionale delle Scienze della Formazione per Insegnanti (Международная Академия Наук Педагогического Образования - МАНПО) di Mosca, Russia.

## Autore
Autore di numerose pubblicazioni scientifiche riguardanti romani, turchi, gagauzi, bulgari e russi in contatto; acquisizione di romani e turchi; educazione dei bambini delle minoranze in Europa, Kyuchukov ha anche pubblicato molti libri per bambini in romanì e in inglese, ma i più famosi sono: "Una storia del popolo dei romani" (2005) scritto con Ian Hancock e "Il mio nome era Hussein "(2004) pubblicato da Boyds Mills Press, USA.
Nel 1995 Kyuchukov ha fondato la "Diversity" Balkan Foundation for Cross-cultural education and understanding a Sofia, in Bulgaria, e tra il 1995 e il 2007 ne è stato direttore esecutivo. Sotto la sua supervisione, la Fondazione ha realizzato oltre 100 progetti educativi e linguistici. Tra il 1998 e il 1999 ha lavorato presso l'Istituto di politiche educative dell'Open Society Institute di Budapest ed è stato responsabile dello sviluppo di strategie educative per l'educazione dei bambini rom e delle minoranze nei paesi dell'Europa centrale e orientale.
Tra il 2000 e il 2004, Hristo Kyuchukov è stato il Segretario Generale dell'Unione Internazionale dei Rom (IRU).
Nel 2011 ha fondato il "Centro Rom per il dialogo interculturale" a Berlino di cui è direttore.
Nel 2018 insieme a Ian Hancock e Orhan Galjus ha fondato l'ERAN (Euro-Asian Romani Academic Network), rete di studiosi di origine rom in Europa e in Asia, e da allora ricopre il ruolo di vicepresidente della rete.
Nel 2018 è stato anche eletto vicepresidente della Gypsy Lore Society.
Hristo Kyuchukov ha fondato l'International Journal of Romani Language and Culture e ne è stato direttore tra il 2011 e il 2013.
Tra il 2014 e il 2016 ha studiato psicoterapia infantile e giovanile a Berlino, Germania e lavora e svolge ricerche nel campo della psicoterapia con bambini e giovani migranti e rifugiati.

## Editore
Attualmente è redattore della serie "Roma", "Interculturalismo ed educazione interculturale" e "Studi di Lincom sull'acquisizione e sul bilinguismo linguistico", "Lingue e culture turche e turche", pubblicato dall'editore accademico LINCOM in Germania.
È stato anche "proposto come vice ministro per l'integrazione scolastica dei rom presso il ministero bulgaro dell'Istruzione e delle scienze".

## Pubblicazioni selezionate

### Monografie
- Artamonova, E., Kyuchukov, H. e Savchenko, E. (2017) Formazione professionale degli insegnanti nelle attuali condizioni sociali e culturali. Monaco di Baviera: Lincom Academic Publisher
- Kyuchukov, H. (2010) Esseys on the Language, Culture and Education of Roma. Uppsala: il centro Hugo Valentin.
- Kyuchukov, H. (2007) Bambini turchi e rom che imparano il bulgaro. V. Tarnovo: Faber.
- Kyuchukov, H. (2006) Dissociazione delle scuole rom in Bulgaria. Sofia: SEGA
- Kyuchukov, H. (2006) Stato educativo delle donne rom. Sofia: Ictus.
- Kyuchukov, H. (1995) Bambini romani e loro preparazione all'alfabetizzazione. Un caso di studio. Tilburg University Press.

### Libri a cura
- Kyuchukov, Hr., Balvin, J. e Kwadrans, L. (eds) (2019) Vita con musica e immagini: il contributo di Eva Davidova alla musicologia ed etnografia di Roma. Monaco di Baviera: Lincom.
- Kyuchukov, H., Ushakova, O. e Yashina, V. (eds) (2019) Acquisizione del russo come L1 e L2. Monaco di Baviera: Lincom.
- Kyuchukov, H. and New, W. (eds.) (2017) Language of Resistance: il contributo di Ian Hancock a Romani Studies. Monaco di Baviera: Lincom Academic Publisher.
- Kyuchukov, H. (ed.) (2016) Nuove tendenze nella psicologia del linguaggio. Monaco di Baviera: Lincom Academic Publisher
- Kyuchukov, H., Marushiakova, E. e Popov, V. (eds.) (2016) Roma: Past, Present, Future. Monaco di Baviera: Lincom Academic Publisher
- Kyuchukov, H. (ed.) (2015) Acquisizione delle lingue slave. Monaco di Baviera: Lincom Academic Publisher
- Kyuchukov, H., Kwadrans, L. e Fizik, L. (eds) (2015) Studi Romani: tendenze contemporanee. Monaco di Baviera: Lincom Academic Publisher
- Kyuchukov, H., Lewowicki, T. e Ogrodzka-Mazur, E. (eds) (2015) Educazione interculturale: concetti, pratica, problemi. Monaco di Baviera: Lincom Academic Publisher.
- Kyuchukov, H., Kaleja, M. e Samko, M. (eds) (2015) Questioni linguistiche, culturali ed educative dei rom. Monaco di Baviera: Lincom Academic Publisher.
- Selling, J., End, M., Kyuchukov, H., Laskar, P. e Templer, B. (eds) (2015). Antiziganismo. Cosa c'è in una parola? Cambridge Scholars Publishing.
- Kyuchukov, H. e Rawashdeh, O. (eds) (2013) Roma Identity and Antigypsyism in Europe. Monaco di Baviera: Lincom Academic Publisher.
- Balvin, J., Kwadrans, L. e Kyuchukov, H. (eds) (2013) Roma nei Paesi di Visegrad: storia, cultura, integrazione sociale, lavoro sociale e istruzione. Wroclaw: Prom.
- Kyuchukov, H. e Artamonova, E. (eds) (2013) Le scienze dell'educazione e sociali nel XXI secolo. Bratisalva: VSZaSV "Sv. Alzbeta".
- Kyuchukov, H. (ed) (2012) New Faces of Antigypsysm in Modern Europe. Praga: Slovo 21
- Stoyanova, J. e Kyuchukov, H. (eds.) (2011) Psichologiya i Lingvistika / Psicologia e linguistica. Sofia: Prosveta.
- Kyuchukov, H. and Hancock, I. (eds) (2010) Roma Identity. Praga: Slovo 21.
- Kyuchukov, H. (ed.) (2009) Una lingua senza frontiere ... Lingue e culture in pericolo. Uppsala: Uppsala University Press, vol. 5.
- Kyuchukov, H. (ed.) (2002) Nuovi aspetti dell'educazione dei bambini rom. Sofia: pubblicazioni sulla diversità.
- Bakker, P. e Kyuchukov, H. (eds) (2000) Qual è la lingua rom? Hertfordshire: Hertfordshire University Press.
- Matras, Y., Bakker, P. e Kyuchukov, H. (eds) (1997) La tipologia e la dialettologia della lingua rom. Amsterdam: John Benjamins Publishing Company.

### Libri di testo
- Kyuchukov, H. (2013) Die Folklore der Gagausen aus Bulgarien. Muenchen: Lincom.
- Kyuchukov, H. (2010) Libro di testo di Romani Songs. Muenchen: Lincom Europa.

### Libri per bambini
- Kyuchukov, H. (2004) Il mio nome era Hussein. Honasdale: Boyds Mills Press
- Kyuchukov, H. e Hancock, I. (2005) Una storia del popolo romanico. Honasdale: Boyds Mills Press.
- Kjučukov, Xristo (2002) Me ginav dži ko deš. Sofia: IKTUS, (in romani).
- Kjučukov, Xristo. (2001) Amari Romani Lumya, 4 kotor, Romane lava phure Romendar. Sofia: Iktus, (in romani).
- Kjučukov, Xristo (2001) Amari Romani Lumja. 3 kotor, Romane gilya. Sofia: Iktus, (in romani).
- Kjučukov, Xristo (2000) Amari Romani Lumja. 2 kotor, Romane paramisya. Sofia: Tilia, (in romani).
- Kjučukov, Xristo (1997) Amari Romani Lumja. 1 kotor, poema romantico. Sofia, (in romani).